# Макеров, Леонид Николаевич
Леони́д Никола́евич Маке́ров (5 июня 1922, Орловский уезд, Вятская губерния — 5 октября 1954, Кустанай) — майор Рабоче-крестьянской Красной Армии, участник Великой Отечественной войны, Герой Советского Союза (1945).

## Биография
Леонид Макеров (по другим данным — Мокеров) родился 5 июня 1922 года в деревне Калямово. С 1924 года жил в Кадиевке Ворошиловградской области на территории современной Луганской области Украины. Там окончил семилетку и аэроклуб. В 1940 году Макеров был призван на службу в Рабоче-крестьянскую Красную Армию. В 1941 году он окончил Ворошиловградскую военную авиационную школу пилотов. С августа 1942 года — на фронтах Великой Отечественной войны.
К февралю 1945 года капитан Леонид Макеров был помощником по воздушно-стрелковой службе командира 943-го штурмового авиаполка 277-й штурмовой авиадивизии 1-й воздушной армии 3-го Белорусского фронта. К тому времени он совершил 133 боевых вылета на штурмовку скоплений боевой техники и живой силы противника, его важных объектов, нанеся ему большие потери.
Указом Президиума Верховного Совета СССР от 19 апреля 1945 года за «образцовое выполнение боевых заданий командования на фронте борьбы с немецкими захватчиками и проявленные при этом мужество и героизм» капитан Леонид Макеров был удостоен высокого звания Героя Советского Союза с вручением ордена Ленина и медали «Золотая Звезда» за номером 6119.
После окончания войны в звании майора Макеров был уволен в запас. Проживал в городе Кустанай Казахской ССР, работал диспетчером в местном аэропорту. Скоропостижно умер 5 октября 1954 года, похоронен в Парке Победы в Костанае.

## Награды
- орден Красной Звезды (27.3.1943)[4];
- три ордена Красного Знамени (23.7.1943[5], 12.9.1944[6], 24.1.1945[7]);
- Орден Отечественной войны 1-й степени (3.3.1944)[8];
- орден Александра Невского (29.4.1944)[9];
- Герой Советского Союза (орден Ленина и медаль «Золотая Звезда»; 19.4.1945)[3];
- медали[2], в том числе:
  - «За оборону Ленинграда» (15.1.1944)[3][9];
  - «За победу над Германией в Великой Отечественной войне» (9.5.1945)[10];
  - «30 лет Советской Армии и Флота»[11].

## Память

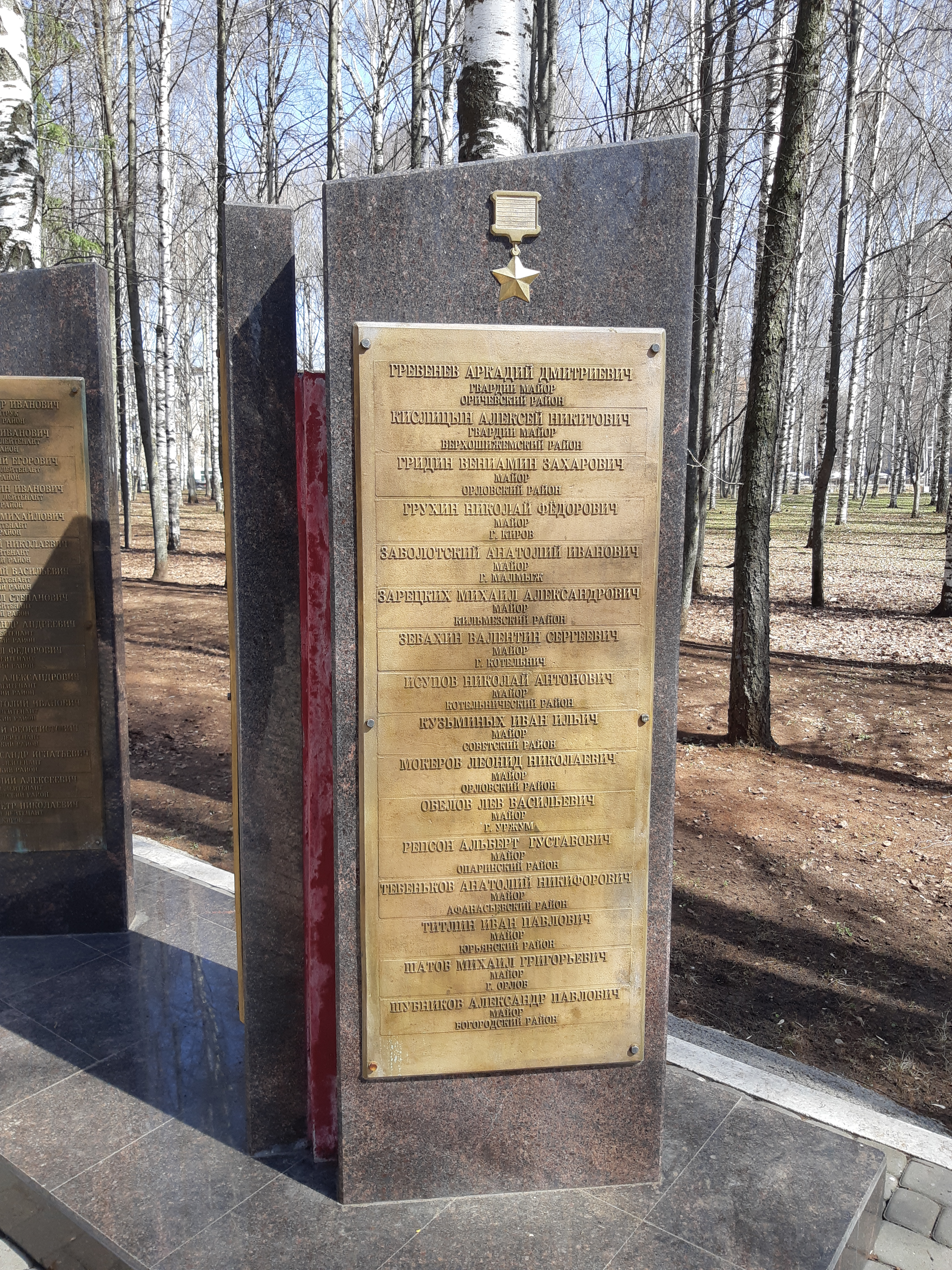
Имя Героя на гранитной стелле в парке Победы в Кирове.

- Его имя на гранитной стелле в парке Победы в Кирове.
- Имя Героя увековечено на мемориальной доске в честь Героев Советского Союза — уроженцев Кировской области в парке Дворца пионеров города Кирова.

- Имя Героя высечено золотыми буквами в зале Славы Центрального музея Великой Отечественной войны в Парке Победы города Москвы.

- На могиле Героя установлен надгробный памятник.
- В честь Макерова названы переулок в Орлове[2] и улица в Стаханове.

## Комментарии
1. ↑  Деревня Калямово, относившаяся к Левинской, затем — Халтуринской волости Орловского / Халтуринского уезда, в последующем входила в состав Поляковского сельсовета Халтуринского / Орловского района Кировской области; не сохранилась[1].